# Denys Ljaschko
Denys Petrowytsch Ljaschko (ukrainisch Денис Петрович Ляшко; * 4. Oktober 1980 in Donezk) ist ein ukrainischer Fußballspieler.

## Karriere
Ljaschko begann seine Karriere 2000 beim ukrainischen Erstligisten Metalist Charkiw. 2002 wechselte er innerhalb seines Heimatlandes zu Sorja Luhansk, wo er bis 2004 verblieb, eher der Ukrainer von Schachtjor Qaraghandy aus Kasachstan verpflichtet wurde. Von 2006 bis 2007 spielte er in Polen. Seit 2008 läuft der Mittelfeldspieler für den kasachischen Verein Qaisar Qysylorda auf.